# سائو سائو
سائو سائو ((چینی: 曹操؛ پین‌یین: Cáo Cāo؛ با نام محترم منگده جنگ‌سالار و صدراعظم و نایب السلطنه دودمان هان شرقی بود که در سال‌های پایانی این سلسله در چین به قدرت رسید و در دوره سه امپراتوری، امپراتوری وی را پایه‌گذاری نمود و به عنوان نخستین فرمانروای آن بر تخت نشست. با این وجود او هیچگاه به‌طور رسمی خود را امپراتور چین معرفی نکرد از این‌رو؛ پس از مرگ و در دورهٔ جانشینانش عنوان امپراتور وو از وی به سائوسائو اعطا شد.
با وجودی که سائو سائو را اغلب به عنوان فرمانروایی خودکامه و بی‌رحم به تصویر می‌کشند ولی در عین حال او را به عنوان فردی زیرک و دارای نبوغ نظامی و کسی که با زیردستان‌اش همچون افراد خانواده‌اش برخورد می‌کرده‌است ستایش کرده‌اند. او همچنین در شعر و فنون رزمی مهارت داشت و مطالب بسیاری را در رابطه با جنگ نوشته بود.
سائو سائو به اندازه ی دو فرزند خود  سائو پی و سائو ژی ، در سرودن اشعار مهارت داشت . همچنین ، او حامی شاعرانی همچون ژو گان بود.

## زندگی‌نامه
سائو سائو در حدود سال ۱۵۵ میلادی در چیائوشیان (بوجو در استان آن‌هوئی امروزی) زاده شد. پدرش سائو سونگ، فرزندخواندهٔ خواجهٔ اعظم دربار امپراتوری، سائو تنگ بود. خود سائو سائو در ابتدا یک فرماندهٔ سادهٔ پادگان بود ولی پس از موفقیتش در فرونشاندن شورش دستار زرد که تهدیدی برای حکومت هان به‌شمار می‌آمد به مقام ژنرالی ارتقا درجه یافت. با این وجود سلسله هان بر اثر این شورش دچار تزلزل شده بود و بر اثر بحران به وجود آمده کشور به سه پاره در بین ژنرال‌های بزرگ از جمله سائو سائو تقسیم شد و سه پادشاهی جدید شکل گرفت.
سائو سائو درسال ۱۹۶ پس از آنکه قسمت شمالی را که در حوالی پایتخت امپراتوری در لویانگ قرار داشت و دارای موقعیت استراتژیک بود به تصرف خود درآورد و آن را وی (به چینی: 魏) نامید، امپراتور جوان هان شیان را همراه خود به قلمرو جدید برد و پایتخت را از لوئویانگ که بر اثر جنگ ویران شده بود به شوشیان (شوچانگ در هنان امروزی) منتقل ساخت. سپس با اجازهٔ امپراتور که همچون عروسکی خیمه‌شب‌بازی در دستان سائو سائو بود، فرماندهی دیگر ژنرال‌های باقی‌مانده را برعهده گرفت و بیشتر امتیازات ویژهٔ امپراتوری را ازآن خود ساخت. سائو سائو در ۲۱۶ میلادی به مقام شهریاری رسید و عنوان پادشاه وی به او داده شد.
افسانه‌های عامیانه و تاریخ‌نگاران پیرو کنفوسیوس سائو سائو را فردی شرور، بی‌رحم و بی‌توجه به نیک و بد امور معرفی کرده‌اند و در کتاب معروف و قرن چهاردهمی عاشقانه سه امپراتوری نیز چنین تصویر شده‌است. با این وجود گروهی نیز او را به خاطر زیرکی و نبوغ نظامیش ستایش کرده‌اند. سائو سائو همچنین در شعر و فنون رزمی نیز مهارت داشت.
سائو سائو در سال ۲۲۰ درگذشت و فرزندش سائو پی جانشین او شد. او با برکناری امپراتور شیان از هان و به کمک سیما یی (که مشاور پدرش بود) خود را امپراتور جدید نامید و اعلام کرد که دودمان وی (که با واکنش سریع لیو بی از شوهان و کمی بعدتر سون چوان از وو مواجه گردید) را بنیان نهاده‌است و عنوان پس از مرگ امپراتور وو از وی را به سائو سائو تقدیم نمود.

## خانواده

### والدین

#### پدر
- سائو سونگ
  - پدر بزرگ: سائو تنگ

#### مادر
- بانو دینگ

### همسران و فرزندان
1. بانو دینگ (فوت ۲۱۹)
2. بانو بیان (۱۶۱ تا ۲۳۰)
  1. کائو پی (۱۸۷ تا ۲۲۶)
  2. کائو ژنگ (۱۸۹ تا ۲۲۳)
  3. کائو ژی (۱۹۲ تا ۲۳۲)
  4. کائو شیونگ
  5. بانو کائو جیه (۱۹۵ تا ۲۶۰)، ازدواج با لیو شیه
  6. بانو کائو هوا، ازدواج با لیو شیه
3. بانو لیو
  1. کائو آنگ (۱۷۸ تا ۱۹۷)
  2. کائو شوئو
  3. شاهدخت کینگهه، ازدواج با شیاهوئو مائو
4. بانو هوان
  1. کائو چونگ (۱۹۶ تا ۲۰۸)
  2. کائو جو
  3. کائو یو (فوت ۲۷۸)
5. بانو دو
  1. کائو لین (فوت ۲۵۶)
  2. کائو گون (فوت ۲۳۵)
  3. شاهدخت جین، ازدواج با هه یان
6. بانو کین
  1. کائو شوان
  2. کائو جون (فوت ۲۵۹)
7. بانو یین
  1. کائو جو
8. بانو سون
  1. کائو شانگ
  2. کائو بیائو (۱۹۵ تا ۲۵۱)
  3. کائو کین
9. بانو لی
  1. کائو چنگ
  2. کائو ژنگ (فوت ۲۱۸)
  3. کائو جینگ
10. بانو ژو
  1. کائو جون (فوت ۲۱۹)
11. بانو چن
  1. کائو گن (۲۱۴ تا ۲۶۱)
12. بانو لیو
  1. کائو جی
13. بانو سونگ
  1. کائو هوی (فوت ۲۴۲)
14. بانو ژائو
  1. کائو مائو
15. نامشخص
  1. بانو کائو شیان، ازدواج با لیو شیه
  2. شاهدخت آنیانگ